# 中国共产党中央委员会社会工作部
中国共产党中央委员会社会工作部，通称中共中央社会工作部，简称中社部，是中国共产党中央委员会主管信访工作、全国性行业协会商会、社会群体党建工作的职能部门。

## 历史
2023年3月16日，根据中共中央印发的《党和国家机构改革方案》，组建中央社会工作部，统一领导国家信访局。国家信访局由国务院办公厅管理的国家局调整为国务院直属机构。
此外，中央社会工作部划入民政部的指导城乡社区治理体系和治理能力建设、拟订社会工作政策等职责，统筹推进党建引领基层治理和基层政权建设。划入中国共产党中央委员会中央和国家机关工作委员会、国务院国有资产监督管理委员会党委归口承担的全国性行业协会商会党的建设职责，划入中央精神文明建设办公室的全国志愿服务工作的统筹规划、协调指导、督促检查等职责。

## 职责
根据《党和国家机构改革方案》，中央社会工作部承担下列职能：
1. 负责统筹指导人民信访工作，
2. 指导人民建议征集工作，
3. 统筹推进党建引领基层治理和基层政权建设，
4. 统一领导全国性行业协会商会党的工作，
5. 协调推动行业协会商会深化改革和转型发展，
6. 指导混合所有制企业、非公有制企业和新经济组织、新社会组织、新就业群体党建工作，
7. 指导社会工作人才队伍建设等。
8. 完成党中央交办的其他任务。

## 机构设置

### 内设机构
- 办公厅
- 一局
- 二局
- 三局
- 四局
- 五局

### 直属事业单位
- 中央社会工作部志愿服务促进中心
- 中央社会工作部信息宣传中心

## 历任领导
部长
- 吴汉圣（2023年7月—）[3]

副部长
- 柳拯（2023年7月—）[4]
- 李文章（2023年7月—，兼国家信访局局长）[3]
- 赵世堂（2023年7月—）[5]
- 蔡丽新（2024年3月—）[6]
- 贺志亮（2025年1月—）[7]

## 驻部纪检监察组
中央纪律检查委员会国家监察委员会驻中央社会工作部纪检监察组，简称中央纪委国家监委驻中央社会工作部纪检监察组，是中国共产党中央纪律检查委员会、中华人民共和国国家监察委员会设在中共中央社会工作部的副部级派驻机构。

### 沿革
2023年7月，中共中央社会工作部正式组建后，相应设立中央纪律检查委员会国家监察委员会驻中共中央社会工作部纪检监察组。刘钊任首任组长。

### 历任领导
组长
- 刘钊 二级副总监察官（2023年9月—）[8]